# Camarosporium frangulae
Camarosporium frangulae är en svampart som beskrevs av Petr. 1924. Camarosporium frangulae ingår i släktet Camarosporium, ordningen Botryosphaeriales, klassen Dothideomycetes, divisionen sporsäcksvampar och riket svampar.   Inga underarter finns listade i Catalogue of Life.